# Superserien för herrar 2023
Superserien 2023 var Sveriges högsta division i amerikansk fotboll för herrar säsongen 2023. Serien spelades 15 april–18 juni och vanns av Stockholm Mean Machines. Lagen mötte de andra lagen i dubbelmöten hemma och borta. Vinst gav 2 poäng, oavgjort 1 poäng och förlust 0 poäng.
Efter att serien var avslutad gick de tre bäst placerade lagen vidare till slutspel. SM-slutspelet spelades 1 juli–8 juli och även där segrade Stockholm Mean Machines.

## Tabell
| Nr | Lag                               | S | V | O | F | V%    | GM  | IP  | PS   | P  |
| -- | --------------------------------- | - | - | - | - | ----- | --- | --- | ---- | -- |
| 1  | Stockholm Mean Machines (RL) (RM) | 6 | 6 | 0 | 0 | 1,000 | 177 | 70  | +107 | 12 |
| 2  | Tyresö Royal Crowns               | 6 | 4 | 0 | 2 | 0,667 | 170 | 84  | +86  | 8  |
| 3  | Örebro Black Knights              | 6 | 1 | 0 | 5 | 0,167 | 87  | 184 | −97  | 2  |
| 4  | Carlstad Crusaders                | 6 | 1 | 0 | 5 | 0,167 | 47  | 143 | −96  | 2  |

Färgkoder:
|      | – Kvalificerad för mästerskapsslutspel |
| (RL) | – Regerande ligamästare (seriesegrare) |
| (RM) | – Regerande svenska mästare            |

## Matchresultat
| Hemma \ Borta           | CC      | SMM     | TRC     | ÖBK     |
| Carlstad Crusaders      | —       | 6 – 9   | 7 – 33  | 0 – 8   |
| Stockholm Mean Machines | 33 – 6  | —       | 31 – 13 | 48 – 12 |
| Tyresö Royal Crowns     | 39 – 0  | 7 – 26  | —       | 41 – 6  |
| Örebro Black Knights    | 21 – 28 | 26 – 30 | 14 – 37 | —       |

## Slutspel

### Semifinal
|       | 1 juli 2023 | Tyresö Royal Crowns | 27 – 12  | Örebro Black Knights | Tyresövallen |  |
| 17:00 | 17:00       |                     | (14 – 6) |                      |              |  |
| 17:00 | 17:00       |                     |          |                      |              |  |
| 17:00 | 17:00       |                     |          |                      |              |  |

### SM-final
|  | 8 juli 2023 | Stockholm Mean Machines | 55 – 35   | Tyresö Royal Crowns | Zinkensdamms IP |  |
|  |             |                         | (28 – 21) |                     |                 |  |
|  |             |                         |           |                     |                 |  |
|  |             |                         |           |                     |                 |  |